# Opper-Egyptelijn
De Opper-Egyptelijn is een 960 km lange spoorlijn in Egypte die Caïro met het Nassermeer verbindt.

## Geschiedenis
Nadat eind jaren 50 van de 19e-eeuw meerdere spoorlijnen in het noorden van Egypte waren geopend werd in 1867 het eerste deel van de spoorlijn langs de Nijl geopend. Deze lijn, met een spoorwijdte van 1435 mm, moest de hoofdstad verbinden met Opper-Egypte met een tracé langs de oevers van de Nijl. Het eerste deel verbond Imbaba, ten noorden van Gizeh, met Minya en in 1874 werd Assioet, op 368 km ten zuiden van Caïro bereikt.
In verband met de Soedanese oorlog (1881-1899) waarin Egypte en het Verenigd Koninkrijk samen streden tegen Mahdiïsten in Soedan bouwden de Britten in 1884 een spoorlijn voor de bevoorrading van de troepen in Nubië. De lijn werd aangelegd tussen Aswan en El Shallal om het eerste cataract bij Philae te vermijden. In El Shallal werd het vervoer naar het zuiden voorgezet per schip. De lijn werd gebouwd met een spoorwijdte van 1067mm (Kaapspoor) zodat ze onderdeel zou kunnen worden van de door Cecil Rhodes geplande  Kaap-Caïro-spoorweg. 
In 1891 werd de enkelsporige spoorbrug bij Imbaba in gebruik genomen waarmee de Opper-Egyptelijn werd verbonden met het centraal station van Caïro. In 1913 werd 35 meter stroomafwaarts begonnen met de bouw van een nieuwe dubbelsporige brug die in 1925 werd geopend. De brug uit 1891 werd hergebruikt in Damietta.
In 1897 waren de 235 km tussen Assioet en Qina gereed, inclusief een spoorbrug over de Nijl bij Nag Hammadi, en begon de aanleg van een tweede spoor tussen Caïro en Assioet dat in 1930 gereed was.
In 1898 bereikte het spoor Luxor van beide kanten toen aan de noordkant de normaalspoorlijn uit Qina en aan de zuidkant het kaapspoor naar Luxor waren doorgetrokken. In het interbellum werd het kaapspoor omgespoord naar 1435mm (normaalspoor) en begon een rechtstreekse treindienst tussen Caïro en El Shallal ten zuiden van Aswan. 
In 1946 werd besloten tot de aanleg van een nieuwe dam 8 kilometer ten zuiden van de stuwdam uit 1899. El Shallal werd door de bouw van de hoge stuwdam van de vaarroute naar Soedan afgesneden. In verband met de bouw van de nieuwe hoge dam werd in 1955 begonnen met de aanleg van een spoorlijn naar de locatie van een nieuwe dam. Deze lijn werd in 1959 voltooid en werd vervolgens gebruikt voor de aanvoer van bouwmaterialen. Aan de oostkant van de nieuwe dam kwam, ter vervanging van El Shallal, bij El Sadd el Ali (de Hoge Dam) een kopstation waar reizigers tussen de trein en de bootdiensten van/naar Soedan konden overstappen.
Op 12 oktober 2024 werd in Bashtil, een noordelijke wijk van Gizeh, het Opper-Egyptestation geopend bij de aansluiting van de spoorlijn tussen Alexandrië en Gizeh op de Opper-Egyptelijn. Het station is onderdeel van een moderniseringsprogramma van de Egyptische spoorwegen en is bedoeld om station Ramses te ontlasten.

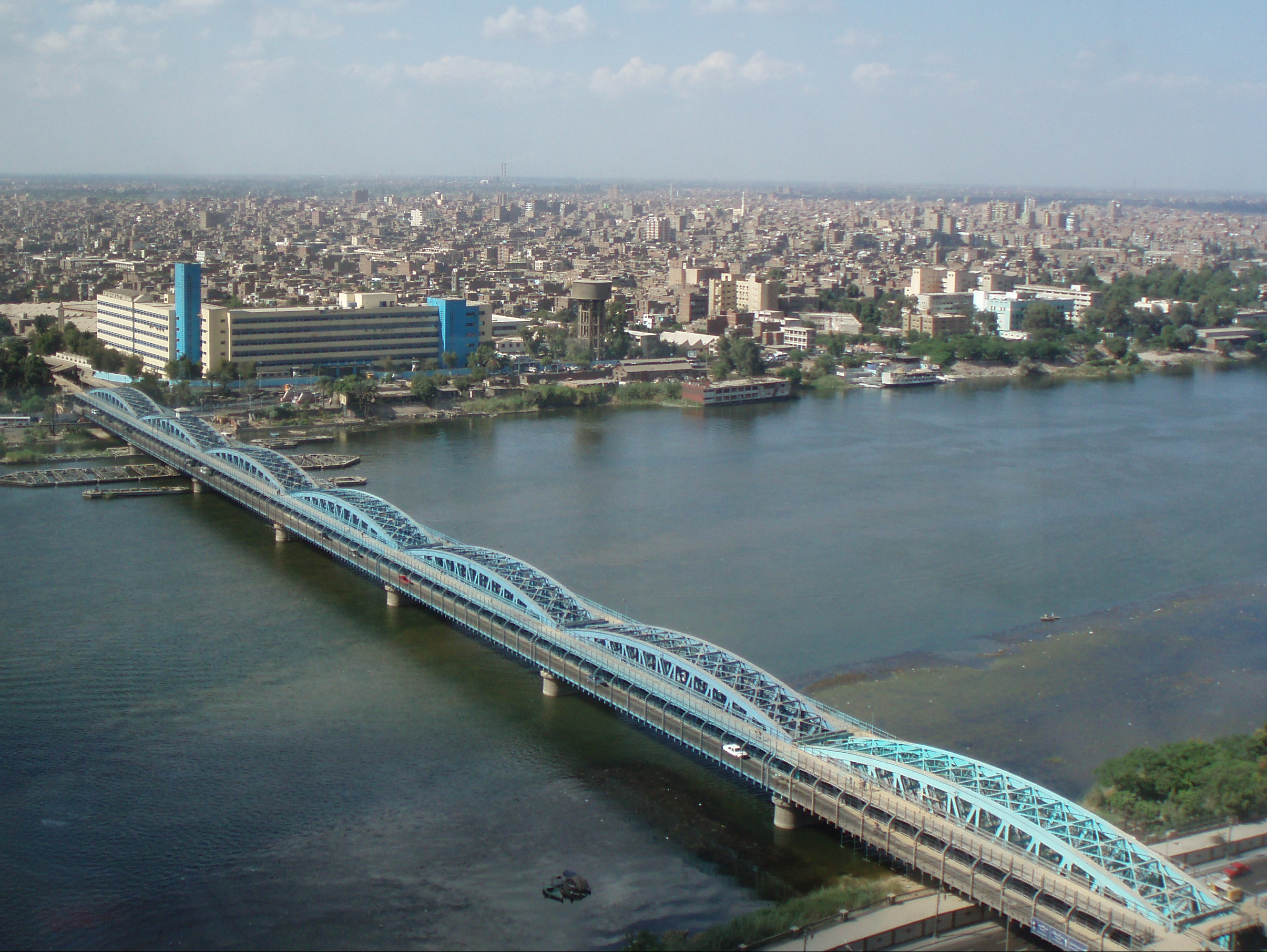
De Imbababrug gezien uit het oosten.
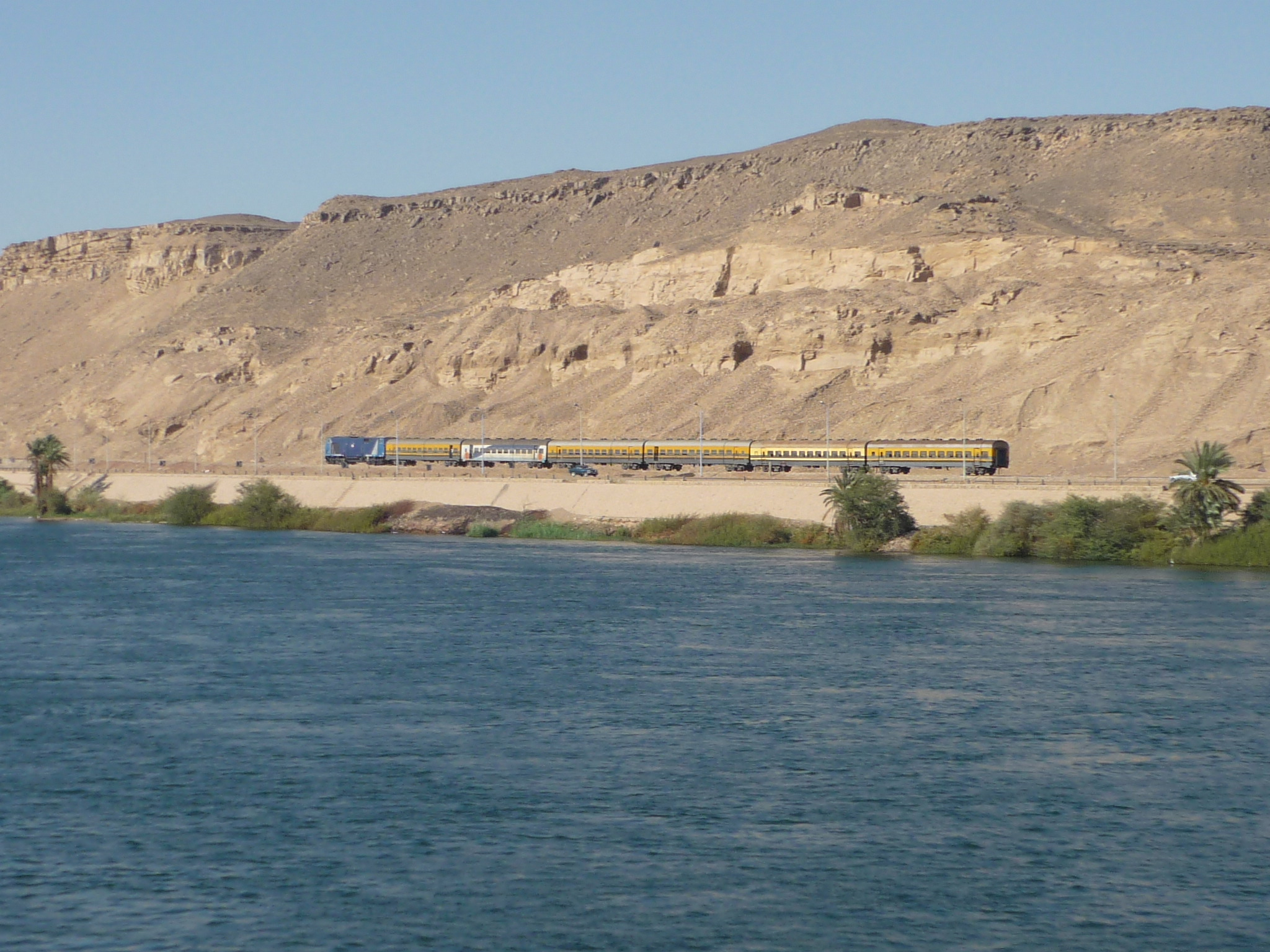
Trein op de Opper-Egyptelijn langs de Nijl.
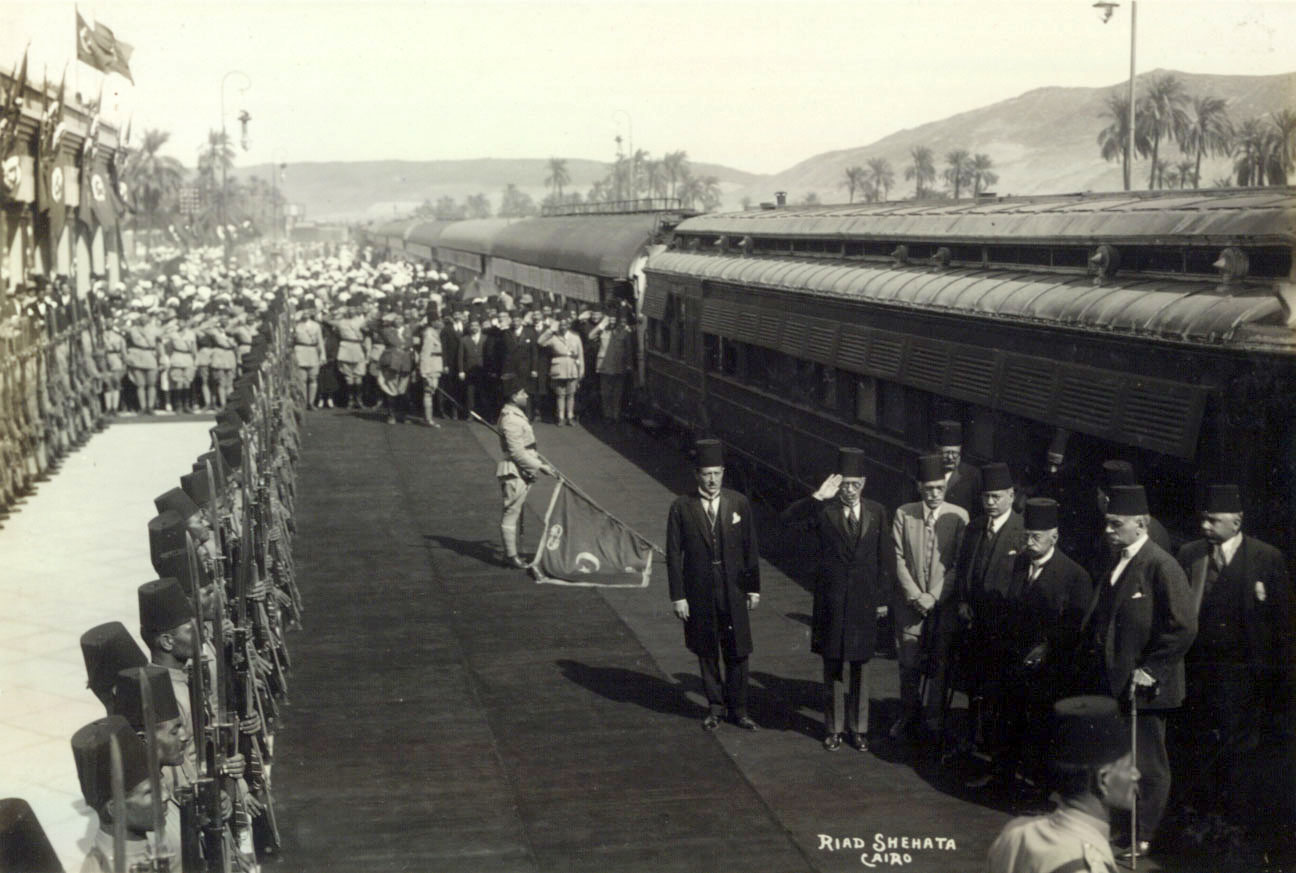
Station Aswan in 1926; In gebruik name van het normaalspoor tussen Luxor en Aswan.

## Treindienst

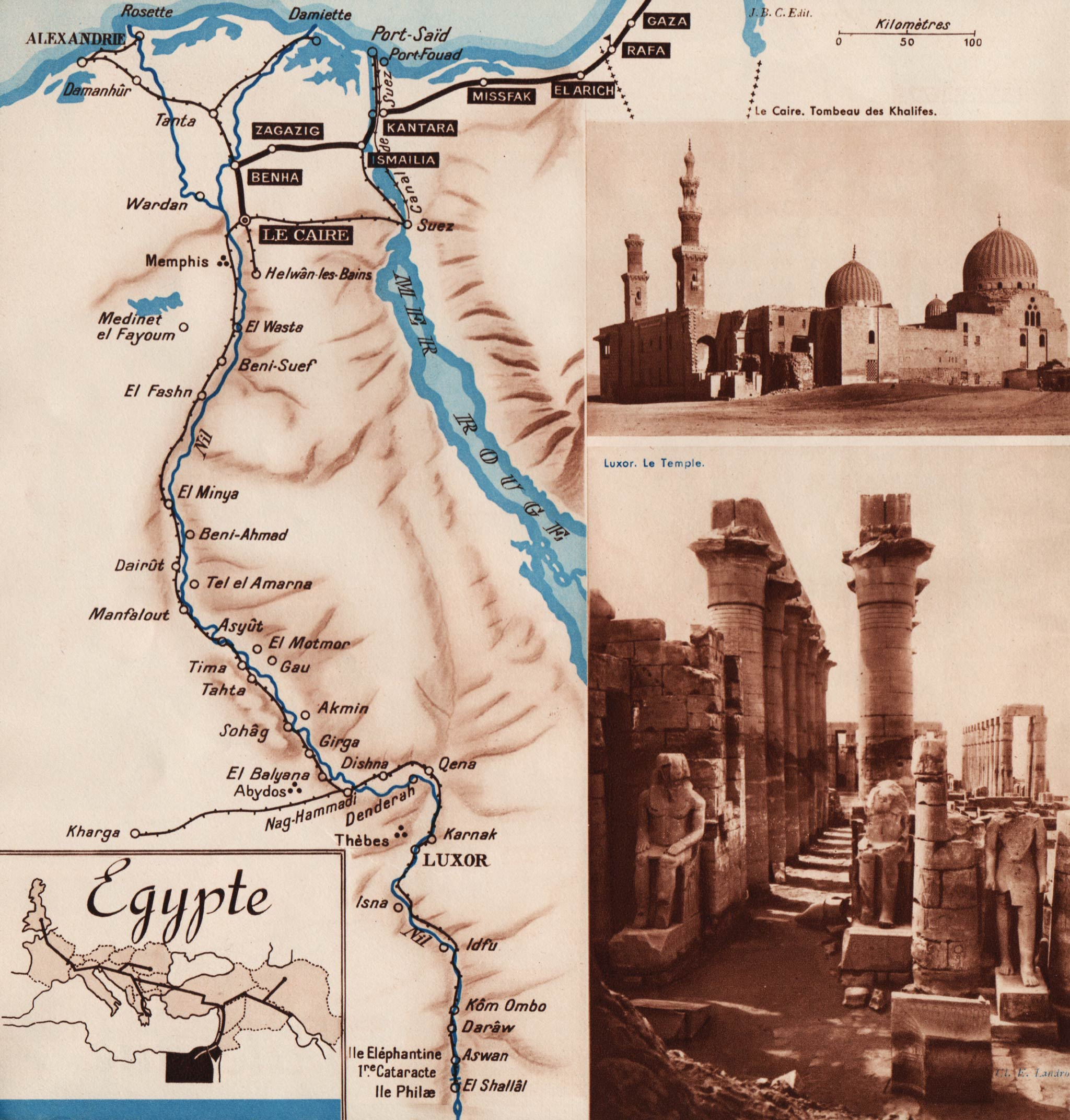
De Egyptische spoorwegen in 1930, brochure CIWL

De lijn wordt gebruikt door zowel reizigers- als goederentreinen. Aanvankelijk werd gereden met stoomtractie totdat eind jaren 50 van de 20e-eeuw dieselmaterieel werd besteld in Hongarije, West-Duitsland, de Verenigde Staten en Japan. Op 31 maart 1963 werd de laatste stoomlocomotief uitgerangeerd.
In 1898 begon de Compagnie Internationale des Wagons-Lits (CIWL) met de toeristische treindienst Caïro-Luxor Express als alternatief voor de bootdiensten op de Nijl van concurrent Thomas Cook. Nadat de lijn ten zuiden van Luxor was omgespoord legde CIWL een dag- en een nachttrein in tussen Caïro en El Shallal die beiden ook Luxor bedienden. Deze treindiensten werden in 1939 gestaakt, na de Tweede Wereldoorlog kwam alleen de nachttrein terug. In 1959 reden de de nachttreinen voor het laatst naar El Shallal, sindsdien is station Aswan het zuidelijke eindpunt.
In 1958 werden de bezittingen van CIWL in Egypte genationaliseerd en sindsdien is de exploitatie van de treinen in handen van de Egyptische nationale spoorwegen. De lijn wordt bediend door binnenlandse treinen en sneltreinen die rijden tussen Alexandrië - Caïro - Luxor - Aswan. Deze diensten worden aangevuld met directe nachttreinen die door het private Watania-slaaptreinen worden gereden in opdracht van de Egyptische spoorwegen. 